# صانع الفخار

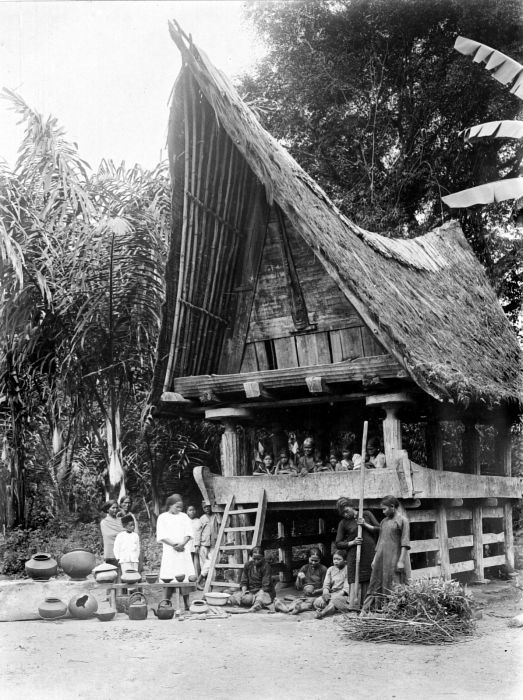
الخزافون من مجموعة باتاك العرقية في تاروتونج (جزيرة سومطرة) ، في وقت جزر الهند الشرقية الهولندية ؛ المنزل هو ممثل الهندسة المعمارية.
الصورة من: متحف تروبين.

صانع الفخار أو الخزاف يستخدم مخرطة أو اليد لصنع الأواني الفخارية، مستخدمًا أنواع مختلفة من التربة.